# Ghiacciaio Huron
Il Ghiacciaio Huron (in lingua inglese: Huron Glacier) è un ghiacciaio antartico, lungo 8,9 km e largo 4,1 km, che fluisce sull'Isola Livingston, nelle Isole Shetland Meridionali, in Antartide.
È situato a est del Ghiacciaio Perunika, a sudest del Ghiacciaio Kaliakra, a sud del Ghiacciaio Struma, a ovest-nordovest del Ghiacciaio Iskar e a nordest del Ghiacciaio Huntress. È delimitato a nord dal Bowles Ridge, a ovest dal Wörner Gap e a sud dai Monti Tangra. Riceve il flusso di molti ghiacciai tributari che drenano i versanti settentrionali dei Monti Tangra tra il Monte Friesland e l'Helmet Peak; fluisce in direzione est-nordest a va a terminare il suo corso nella Moon Bay a sud dell'Elemag Point e a nord della Yana Point.
Sulla parte superiore del Ghiacciaio Huron, alle pendici nordoccidentali dello Zograf Peak, è posizionato il Campo Accademia.

## Denominazione
La denominazione è stata assegnata nel 1958 dall'UK Antarctic Place-names Committee in onore del veliero statunitense Huron di New Haven nel Connecticut che, al comando del capitano John Davis, aveva visitato le Isole Shetland Meridionali nel 1820–21 e 1821–22 per la caccia alle foche.

## Localizzazione
Il ghiacciaio è posizionato alle coordinate 62°37′50″S 60°06′50″W. Mappatura britannica nel 1968, rilevazione topografica bulgara nel corso della spedizione Tangra 2004/05 e mappatura nel 2005 e 2009.

## Mappe
- L.L. Ivanov et al. Antarctica: Livingston Island and Greenwich Island, South Shetland Islands. Scale 1:100000 topographic map. Sofia: Antarctic Place-names Commission of Bulgaria, 2005.
- L.L. Ivanov.  Antarctica: Livingston Island and Greenwich, Robert, Snow and Smith Islands. (JPG), su apcbg.org. Scale 1:120000 topographic map. Troyan: Manfred Wörner Foundation, 2009. ISBN 978-954-92032-6-4